# 大分県道680号田野宝泉寺停車場線
大分県道680号田野宝泉寺停車場線（おおいたけんどう680ごう たのほうせんじていしゃじょうせん）は、大分県玖珠郡九重町を通る一般県道である。

## 概要
玖珠郡九重町大字田野から玖珠郡九重町大字菅原に至る。
大分県が制定した、九重連山観光の循環道路「ぐるっとくじゅう周遊道路」の一部に組み込まれている。九重町田野の大分県道40号飯田高原中村線重複区間が指定されている。

### 路線データ
- 起点：大分県玖珠郡九重町大字田野[1]（大分県道621号田野庄内線交点）
- 終点：大分県玖珠郡九重町大字菅原[1]（旧国鉄宮原線 宝泉寺駅前）

## 歴史
- 1959年（昭和34年）3月31日 - 大分県告示第374号により、県道田野宝泉寺停車場線として路線認定される（当時の整理番号は177）[4][出典無効]。
- 1973年（昭和48年）4月2日 - 大分県告示第250号により田野宝泉寺停車場線として路線認定[5]。
- 1984年（昭和59年）12月1日 - 路線名の由来となっている国鉄宮原線 宝泉寺駅廃駅。

## 路線状況

### 重複区間
- 大分県道40号飯田高原中村線（玖珠郡九重町大字田野 地内）
- 国道387号（玖珠郡九重町大字菅原）

## 地理

### 通過する自治体
- 玖珠郡九重町

### 交差する道路
| 交差する道路                            | 交差する場所 | 交差する場所 |
| --------------------------------------- | ------------ | ------------ |
| 大分県道621号田野庄内線                 | 大字田野     | 起点         |
| 大分県道40号飯田高原中村線 重複区間起点 | 大字田野     |              |
| 大分県道40号飯田高原中村線 重複区間終点 | 大字田野     |              |
| 国道387号 重複区間起点                  | 大字菅原     |              |
| 国道387号 重複区間終点                  | 大字菅原     |              |

### 沿線
- 長者原
- 九重町立准園小学校
- 宝泉寺温泉
- 旧国鉄宮原線 宝泉寺駅

### 峠
- 紫やかた峠（玖珠郡九重町）